# Marguerite Marsh
Marguerite Marsh (de son vrai nom Marguerite Clarice Loveridge Marsh) est une actrice américaine née le 18 avril 1888 à Lawrence (Kansas) et morte le 8 décembre 1925 à New York, des suites d'une broncho-pneumonie, à l'âge de 37 ans.
Elle était la sœur des actrices Mae Marsh et Mildred Marsh et du directeur de la photographie Oliver T. Marsh.
Elle débuta à l'écran en 1911.
Elle épousa David Loveridge en 1907, dont elle divorça après qu'il lui eut donné un enfant. Elle est créditée Marguerite Loveridge dans certains films.
Elle meurt à l'âge de 37 ans à New York, et est enterrée au Woodlawn Cemetery.

## Filmographie partielle
- 1911 : Slick's Romance de Francis Boggs : Tillie
- 1912 : A Voice from the Deep de Mack Sennett : la jeune fille
- 1913 : The Woodman's Daughter de Fred Huntley : Marion
- 1913 : Seeds of Silver de Fred Huntley : Dorothy
- 1913 : Buck Richard's Bride de Fred Huntley : Annie
- 1915 : The Way of a Mother de Jack Conway : Gladys Ducane
- 1916 : The Devil's Needle de Chester Withey : Patricia Devon
- 1918 : Houdini le maître du mystère (The Master Mystery) de Harry Grossman et Burton L. King : Eva Brent